# پرینستون (نیوجرسی)
پرینستون (به انگلیسی: Princeton) شهری در ایالت نیوجرسی کشور ایالات متحده آمریکا است که جمعیت آن در سرشماری سال ۲۰۱۰ میلادی، ۲۸٬۵۷۲ نفر بوده‌است.
شهر پرینستون در سال ۱۷۵۶ (پیش از انقلاب آمریکا) بنیان گذاشته شده است. نام این شهر به خاطر واقع بودن دانشگاه پرینستون در آنجا برای بسیاری شناخته شده است. با این وجود، مؤسسات معروف دیگری نیز مانند انستیتو مطالعات پیشرفته، آزمایشگاه فیزیک پلاسمای پرینستون، و موسسه خدمات تستهای آموزشی (که برگزار کنندهٔ TOEFL) هست نیز در این شهر مستقر هستند.
این شهر تقریباً در فاصله ای برابر از دو شهر بزرگ نیویورک و فیلادلفیا واقع شده است.